# Henschia tungusicus
Henschia tungusicus är en insektsart som beskrevs av Alexander Fyodorovich Emeljanov 1989. Henschia tungusicus ingår i släktet Henschia och familjen dvärgstritar. Inga underarter finns listade i Catalogue of Life.